# Хахальский сельсовет
Хаха́льский сельсовет —  административно-территориальное образование, подчинённое городу областного значения Семёнов в Нижегородской области Российской Федерации.
В рамках организации местного самоуправления территория сельсовета входит в  городской округ Семёновский. С 2004 до 2011 года сельсовет как муниципальное образование имел статус сельского поселения в составе Семёновского муниципального района.
В рамках административно-территориального устройства сельсовет до 2011 года входил в Семёновский район Нижегородской области.
Административный центр сельсовета — деревня Хахалы.

## Населённые пункты
В сельсовет входят 27 населённых пунктов:
| №  | Населённый пункт | Тип     | Население |
| -- | ---------------- | ------- | --------- |
| 1  | Аристово         | деревня | ↘60       |
| 2  | Большое Оленево  | деревня | ↘15       |
| 3  | Великуша         | деревня | ↘1        |
| 4  | Двудельное       | деревня | ↘34       |
| 5  | Заскочиха        | деревня | ↘3        |
| 6  | Зуево            | деревня | ↘11       |
| 7  | Кожиха           | деревня | ↘1        |
| 8  | Козлово          | деревня | ↘13       |
| 9  | Красная Горка    | деревня | ↘6        |
| 10 | Красное Плесо    | деревня | ↘14       |
| 11 | Лещёво           | посёлок | ↘133      |
| 12 | Лисино           | деревня | ↘30       |
| 13 | Лыково           | деревня | ↘22       |
| 14 | Макариха         | деревня | ↘1        |
| 15 | Малое Оленево    | деревня | ↘13       |
| 16 | Новоселье        | деревня | ↘6        |
| 17 | Осинки           | деревня | ↘9        |
| 18 | Паромово         | деревня | ↘37       |
| 19 | Светлое          | село    | ↘161      |
| 20 | Святицы          | деревня | ↘22       |
| 21 | Сутырь           | деревня | ↘19       |
| 22 | Тёлки            | деревня | ↘16       |
| 23 | Феофаниха        | деревня | ↘48       |
| 24 | Филиппово        | деревня | ↘18       |
| 25 | Хахалы           | деревня | ↘506      |
| 26 | Хомутово         | деревня | ↘50       |
| 27 | Шадрино          | деревня | ↘13       |

Исчезнувшие населенные пункты
- Желнуха